# Smart Factory
Smart Factory (deutsch „intelligente Fabrik“) ist ein Begriff aus der Forschung im Bereich Fertigungstechnik. Er gehört zur Hightech-Strategie der deutschen Bundesregierung als Teil des Zukunftsprojekts Industrie 4.0. Er bezeichnet die Vision einer Produktionsumgebung, in der sich Fertigungsanlagen und Logistiksysteme ohne menschliche Eingriffe weitgehend selbst organisieren, um die gewünschten Produkte herzustellen.

## Smarte Fabrik
Die Vernetzung von eingebetteten Produktionssystemen und dynamischen Geschäfts- und Engineering-Prozessen ermöglicht eine rentable Herstellung von Produkten auch bei individuellen Kundenwünschen bis hin zur Losgröße 1. Technische Grundlage sind cyber-physische Systeme, womit sowohl physische Fertigungsobjekte, als auch ihr virtuelles Abbild in einem zentralisierten System gemeint ist (s. a. Digitaler Zwilling). Im breiteren Kontext wird häufig das Internet der Dinge erwähnt. Teil dieses Zukunftsszenarios ist weiterhin die Kommunikation zwischen Produkt (z. B. Werkstück) und Fertigungsanlage: Das Produkt bringt seine Fertigungsinformationen in maschinell lesbarer Form selbst mit, z. B. auf einem RFID-Chip. Anhand dieser Daten werden der Weg des Produkts durch die Fertigungsanlage und die einzelnen Fertigungsschritte gesteuert. Mit anderen Übertragungstechniken, wie etwa WLAN, Bluetooth, Farbcodierungen oder QR-Codes wird derzeit auch experimentiert.
An Hochschulen und Forschungseinrichtungen wird an der Smart Factory im Rahmen sogenannter Modellfabriken, wie die ARENA2036, gearbeitet. Beispiele aus der Industrie gibt es unter anderem in der Automobilproduktion. So ist zum Beispiel die „Factory 56“ von der Mercedes-Benz Group mit WLAN- und 5G-Netzen ausgerüstet. Verschiedene Software-Applikationen vernetzen die Maschinen, Anlagen und ermöglichen zum Beispiel Big-Data-Analysen. Der Automobilhersteller produziert in dieser Fabrik das Modell Mercedes-Benz S-Klasse und seit 2021 die elektrische Variante Mercedes-Benz EQS.

## Smarte Logistik
Im Zusammenhang mit der Smart Factory wird inzwischen auch in Bereichen, die mit der Herstellung von Produkten direkt verbunden sind, an gleichartigen Konzepten gearbeitet. So werden, vor allem im Transportwesen und in der innerbetrieblichen Logistik und Materialfluss, Systeme entwickelt, die das Material autonom bewegen und transportieren können, so dass bspw. die Produktion autonom versorgt werden kann. Hierbei spielen Kommunikations- und Ortungs- und Identifikations-Technologien wie das Internet, WLAN; GPS oder RFID eine wichtige Rolle.